# Святослав Володимирович
Святосла́в Володи́мирович (бл. 982 — 1015) — князь древлянський (990—1015). Представник династії Рюриковичів. Син київського князя Володимира Святославича.

## Імена
- Святосла́в Володи́мирович — в українській історіографії з іменем по батькові.
- Святосла́в І Деревля́нський — у західній історіографії з номером правителя і назвою князівства.

## Біографія
Київський князь Володимир Святославич (прозваний «Великим») мав шестеро жінок, від яких народилося 12 синів і шість дочок.
Матір'ю Святослава була «чехиня» Малфріда. Він був четвертим сином, народився не раніше 982 року, перед ним були Святополк (прозваний «Окаянним»), Борис і Гліб. Святослав отримав від батька древлянський престол (територія сучасних Волині і Рівненщини).
У 1015 році, після смерті Володимира між його спадкоємцями розпочалася усобиця. За повідомленням літопису Святополк підіслав убивць до Бориса і Гліба. Святослав дізнався про вбивство братів, зрозумів загрозу і вирішив утікати в Угорщину або Чехію, де були родичі його жінки.
Водночас Тітмар Мерзебурзький стверджує, що Святополк втік до Польщі одразу після смерті Володимира, тож на київському престолі міг утвердитися інший син Володимира — Мстислав Хоробрий або ж сам Святослав. В другому випадку саме Святослав був супереником Ярослава Володимировича в битві під Любечем і змушений був тікати на захід вже після своєї поразки.
За легендою з невеликою дружиною він зупинився біля теперішнього міста Сколе, де його в урочищі між Сколем і Гребеновом наздогнали переслідувачі. Нині це місце називається Святослав'я або Святослав. Ватажок нападників нібито наказав «Сколіть їх усіх!», звідки, начебто пішла назва міста Сколе. Святослав і більшість його дружинників загинули в нерівному бою, а решта зуміли втекти і згодом осіли, поклавши початок нинішньому селищу Славсько. На підтвердження легенди наводять навколишні топоніми — Святослав'я, Сколе, Славсько, річки Опір, Славка, Славчанка.
На відміну від двох інших своїх братів — Бориса і Гліба — Святослав не був зачислений у православній церкві до лику святих.

## Сім'я
- Батько: Володимир (963? —1015), князь новгородський (970—980), великий князь київський (980—1015)
- Матір: NN, чехиня
- Брати і сестри:
  - Вишеслав (бл. 980—бл. 995? до 1010), князь новгородський (990—1010)
  - Ізяслав (981—1001), князь полоцький (бл.990—1001)
  - Святополк (981—після 1019), князь турівський (990—1015), великий князь київський (1015—1019)
  - Ярослав (бл.983—20.02.1054), князь ростовський (990—?), великий князь київський (1015—1054)
  - Мстислав (бл.983—1036), князь тмутороканський (бл. 990/1010—1023), чернігівський (1015—1036)
  - Предслава (між 983/986— після 1011 до 1042) ∞ наложниця польського короля Болеслава І
  - Всеволод (між 983/984—до 1015), князь володимирський (990—1008/1013)
  - Станіслав (бл.985—до 1015), князь смоленський (990—1015)
  - Судислав (бл.986? —1063), князь псковський (1014—1036)
  - Борис (л.986? —1015), князь ростовський (1010—1015)
  - Гліб (бл.987 ? —1015), князь муромський (1013—1015)
  - Прямислава (бл.987/988—?) ∞ Ласло Лисий, угорський князь
  - NN Володимирівна (?—?) ∞ Бернгард II, маркграф Північної марки
  - Позвізд (до 988/989—1015 ?), мав володіння на Волині.
  - Добронега (до 1011—1087) ∞ Казимир І, князь польський
- Син: Ян (1002—до 1015?)

Родовід
|  |                                       |  |  |  |  |  |  |  |  |  |  |  |  |  |  |  |
|  | 4. Святослав, великий князь київський |  |  |  |  |  |  |  |  |  |  |  |  |  |  |  |
|  |                                       |  |  |  |  |  |  |  |  |  |  |  |  |  |  |  |
|  |                                       |  |  |  |  |  |  |  |  |  |  |  |  |  |  |  |
|  | 2. Володимир, великий князь київський |  |  |  |  |  |  |  |  |  |  |  |  |  |  |  |
|  |                                       |  |  |  |  |  |  |  |  |  |  |  |  |  |  |  |
|  |                                       |  |  |  |  |  |  |  |  |  |  |  |  |  |  |  |
|  | 5. Малуша, ключниця                   |  |  |  |  |  |  |  |  |  |  |  |  |  |  |  |
|  |                                       |  |  |  |  |  |  |  |  |  |  |  |  |  |  |  |
|  |                                       |  |  |  |  |  |  |  |  |  |  |  |  |  |  |  |
|  | 1. Святослав, князь древлянський      |  |  |  |  |  |  |  |  |  |  |  |  |  |  |  |
|  |                                       |  |  |  |  |  |  |  |  |  |  |  |  |  |  |  |
|  |                                       |  |  |  |  |  |  |  |  |  |  |  |  |  |  |  |
|  | 6. невідомо                           |  |  |  |  |  |  |  |  |  |  |  |  |  |  |  |
|  |                                       |  |  |  |  |  |  |  |  |  |  |  |  |  |  |  |
|  |                                       |  |  |  |  |  |  |  |  |  |  |  |  |  |  |  |
|  | 3. NN, чехиня                         |  |  |  |  |  |  |  |  |  |  |  |  |  |  |  |
|  |                                       |  |  |  |  |  |  |  |  |  |  |  |  |  |  |  |
|  |                                       |  |  |  |  |  |  |  |  |  |  |  |  |  |  |  |
|  | 7. невідомо                           |  |  |  |  |  |  |  |  |  |  |  |  |  |  |  |
|  |                                       |  |  |  |  |  |  |  |  |  |  |  |  |  |  |  |
|  |                                       |  |  |  |  |  |  |  |  |  |  |  |  |  |  |  |

## Усипальниця
В серпні 2012 в урочищі Святослав'я між містом Сколе і селом Гребенів де, за легендою, похований Святослав відкрито пам'ятний знак, що являє собою усипальницю у вигляді насипної зрізаної піраміди, на якій розташований саркофаг з бронзовою фігурою Святослава Володимировича. Над спорудою височіє 18-метровий хрест із кам'яних блоків.
Будівництво монумента тривало чотири роки. Один із авторів пам'ятного знаку — графік, заслужений художник України, лауреат Національної премії ім. Тараса Шевченка Євген Безніско.

## Вшанування пам'яті
Вулиця Князя Святослава у місті Сколе.

### Монографії
- Войтович Л. 3.1. Династія Рюриковичів. //  Князівські династії Східної Європи (кінець IX — початок XVI ст.). Львів: Інститут українознавства, 2000.
- Войтович Л. Княжа доба: портрети еліти . — Біла Церква, 2006. С. 54—56.

### Довідники
- Котляр М. Ф. Святослав Володимирович // Енциклопедія історії України : у 10 т. / редкол.: В. А. Смолій (голова) та ін. ; Інститут історії України НАН України. — К. : Наукова думка, 2012. — Т. 9 : Прил — С. — С. 486. — ISBN 978-966-00-1290-5.
- Войтович Л. Генеалогія династій Рюриковичів і Гедиміновичів. — Київ, 1992. — 199 с.
- Войтович Л. Слідами білих хорватів // Літопис Червоної Калини. — 1992. — № 5-6. — С. 2-57.
- Грушевський М. С. Історія України-Руси. — Київ, 1992. — Т. 2. — 633 с.
- Карпов А. Ю. Владимир Святой. — М.: Мол. гвардия; Рус. слово, 1997. — 447 с. — (Жизнь замечательных людей: Серия биографий: Вып. 738). — ISBN 5-235-02274-2 (рос.)
- Карпов А. Ю. Ярослав Мудрый. — М.: Мол. гвардия, 2001. — 581 с. — (Жизнь замечательных людей, Вып. 1008(808)). — ISBN 5-235-02435-4 (рос.)
- Мельникова Е. А., Подосинов А. В., Бибиков М. В. Древняя Русь в свете зарубежных источников: Учеб. пособие для студентов вузов / Под ред. Е. А. Мельниковой. — М.: Логос, 1999. — 606 с. — ISBN 5-88439-088-2 (рос.)
- Назаренко А. В. Древняя Русь на международных путях. — М.: Языки русской культуры, 2001. (рос.)
- Пашуто В. Т. Внешняя политика Древней Руси. — М., 1968. — 472 с. (рос.)
- Шушарин В. П. Русско-венгерские отношения в IX в // Международные связи России до XVII века. — М., 1961. (рос.)
- Györfry G. Zur Geshichte der Eroberung Ochride durch Basileos II // Art. / Congres International das Etudes Byzantines, 12-e. — Beograd, 1964. — Т. 2. — С. 151—159. (нім.)
- Dworzaczek W., Genealogia, Warszawa 1959, tabl. 21. (пол.)

### Про усипальницю
Про усипальницю князя Святослава біля м. Сколе
- Микола Клепуц. Спогади про спорудження Меморіалу УСС на горі Маківка та усипальниці князя Святослава біля м. Сколе / М. Клепуц. — Дрогобич, 2018. — С. 48. ISBN 978-617-642-364-5